# Lightiodendron guianense
Lightiodendron guianense là một loài thực vật có hoa trong họ Euphroniaceae. Loài này được (R.H. Schomb.) Rauschert mô tả khoa học đầu tiên năm 1982.